# GreenJacket
GreenJacket(グリーンジャケット)は大浦イッセイのプライベートサングラスブランド。

## 概要
2009年、プロゴルファー片山晋呉のために大浦イッセイがデザインしたプロゴルファー用のアイウェアで、スポーツサングラス部門でアイウェア・オブ・ザ・イヤー2010 優秀賞を受賞している。2010年には「クオリティ・オブ・ヴィジョン(あなたに合った最適な見え方)」をコンセプトとするGreenJacket-Sportsを展開。2011年に近畿デザイン撰に選定されている。GreenJacket-Sportsはゴルファーだけでなく登山や釣りなど、多くの分野で愛好家がいる。